# Dumbo (2019)
Dumbo is een Amerikaanse avonturenfilm uit 2019, geregisseerd door Tim Burton en geproduceerd door Walt Disney Pictures. Het is een "retelling" van de gelijknamige animatiefilm uit 1941. De hoofdrollen worden gespeeld door Colin Farrell, Michael Keaton, Danny DeVito en Eva Green.
De film is vanuit Nederland onder meer Nederlands nagesynchroniseerd op Disney+ te zien.

## Rolverdeling
| Personage            | Acteur         | Stemacteur (Nederland) |
| -------------------- | -------------- | ---------------------- |
| Holt Farrier         | Colin Farrell  | Huub Dikstaal          |
| V.A. Vandevere       | Michael Keaton | Victor van Swaay       |
| Max Medici           | Danny DeVito   | Stan Limburg           |
| Colette Marchant     | Eva Green      | Chava Voor in 't Holt  |
| J. Griffin Remington | Alan Arkin     | Rob van de Meeberg     |
| Milly Farrier        | Nico Parker    | Tess van de Hoef       |
| Joe Farrier          | Finley Hobbins | Viggo Neijs            |
| Rongo                | DeObia Oparei  |                        |
| Rufus Sorghum        | Phil Zimmerman | Jim de Groot           |
| Sotheby              | Douglas Reith  | Filip Bolluyt          |
| Neils Skellig        | Joseph Gatt    | Peter Drost            |
| Miss Atlantis        | Sharon Rooney  | Tineke Blok            |
| Spreekstalmeester    | Simon Connolly | Ad Knippels            |
| Pramesh Singh        | Roshan Seth    |                        |

### Nederlandse versie
Toen de film op 27 maart 2019 in Nederland in première ging draaide in vrijwel alle bioscopen alleen de Engelse versie met Nederlandse ondertiteling, in een beperkt aantal bioscopen de Vlaamse. In Vlaanderen draaide de film volop in de Vlaamse versie. Op de dvd-uitgave voor de Benelux staan alleen de Vlaams, Engels en Frans gesproken versies. Vanaf 3 november 2019 staat er onder meer een Nederlands gesproken versie op Disney+.
De Nederlandse versie is met de vertalingen van Hanneke van Bogget door Sander van der Poel geregisseerd. De versie is in de studio van SDI Media opgenomen waar Dennis Breedveld en Iwan van Wijk achtereenvolgens de productie en techniek verzorgde. De nabewerking vond in de studio van Dubbing Brothers plaats. Boualem Lamhene en Virginie Courgenay waren de creatieve toezichthouders.
Het liedje Casey junior werd door Stan Limburg gezongen en Kindje mijn door Tineke Blok.
De overige stemmen in de Nederlandse versie werden ingesproken door: Anneke Beukman, Dennis Breedveld, Edna Kalb, Ewout Eggink, Finn Poncin, Frans Limburg, Fred Meijer, Gioia Parijs, Hilde de Mildt, Jary Beekhuizen, Leo Richardson, Marjolein Spijkers, Marloes van den Heuvel, Meghna Kumar, Murth Mossel, Nola Klop, Paul Disbergen, Pip Pellens, Reinder van der Naalt, Ricardo Blei, Roemer Vonk, Ruben Lürsen, Ruud Drupsteen, Sander van der Poel, Simon Zwiers, Thijs van Aken, Tineke Blok, Valentijn Avé en Wiebe-Pier Cnossen.

## Verhaal
Een jonge olifant, met oren zo groot dat hij erover struikelt, leert vliegen van twee kinderen met behulp van een veer en helpt een falend circus. Dumbo wordt echter wel gescheiden van zijn moeder. V.A. Vandevere, een ondernemer, werft het bijzondere olifantje voor zijn entertainmentpark Dreamland. Maar wanneer Vandevere zijn nieuwe plannen onthult, ontdekken Dumbo en zijn vrienden een duister geheim.

## Verschillen in verhaallijn met versie uit 1941
Het verhaal van de remake is niet te vergelijken met dat van de tekenfilm en er zijn slechts een handvol overeenkomsten waaronder:
- Dumbo wordt uitgelachen omwille van zijn te grote oren
- Dumbo wordt in het circus gebruikt in een act waarbij hij een brand moet blussen
- Dumbo kan vliegen en wordt daardoor een grote hit.
- Hij wordt gescheiden van zijn moeder die "dol" wordt nadat Dumbo wordt uitgelachen en ze daarop het circus grotendeels vernielt.

Een van de uitgangspunten van de film is dat dieren niet thuishoren in een circus of in een kooi, vandaar dat het circus slechts een handvol dieren heeft in tegenstelling tot in de tekenfilm. Vergeleken met de tekenfilm is er op de circusbaas, Dumbo en zijn moeder na bijna geen enkel ander personage dat in deze remake voorkomt. De rol van Timothy is gereduceerd tot enkele scènes waar een verklede circusmuis te zien is. In deze versie kunnen de dieren ook niet spreken.

## Productie

### Ontwikkeling
De live-action-remake werd aangekondigd op 8 juli 2014. Ehren Kruger werd aangekondigd als de scenarioschrijver en producent, samen met Justin Springer. Op 10 maart 2015 werd Tim Burton als regisseur voorgesteld.

### Casting
In januari 2017 werd bekend dat Will Smith aan het onderhandelen was over de rol als vader. Die onderhandelingen werden gestaakt vanwege planningsconflicten. De rol werd aangeboden aan Chris Pine en Casey Affleck, die hem beide afsloegen. Colin Farrell, een fan van Burtons werk, nam de rol wel aan omdat "[t]he idea of [acting in] something as sweet and fantastical and otherworldly, while being grounded in some recognizable world that we can relate to, under the direction of Tim" hem aansprak. In maart 2017 werden Eva Green en Danny DeVito aan de cast toegevoegd. In april 2017 werd Michael Keaton toevoegd, nadat Tom Hanks de rol had afgeslagen.

### Opnames
Dumbo werd vanaf juli 2017 opgenomen, voornamelijk in Engeland. Tijdens het filmen werd er gebruik gemaakt van twee olifanten-poppen, zodat de crew en cast een idee kregen van de grootte en de vorm.